# Cyclopes rufus
Cyclopes rufus — вид ссавців родини Cyclopedidae. Ендемік західної Бразилії, де живе в межиріччі Мадейри та Аріпуана. Його природне місце проживання — ліси. Відсутність черевних або спинних смуг. Шерсть на спині червонувата, а хвіст і кінцівки жовтувато-червоні. Його видова назва, rufus, на латині означає «червоний».